# Dana Reeve
Dana Reeve (* 19. März 1961 als Dana Morosini in Teaneck; † 6. März 2006 in New York City) war eine US-amerikanische Schauspielerin und Sängerin. Bekannt wurde sie durch ihre Ehe mit dem 2004 verstorbenen Schauspieler und Superman-Darsteller Christopher Reeve.

## Leben
Dana Reeve wurde 1961 als Tochter des Kardiologen-Ehepaars Charles und Helen Morosini in New Jersey geboren. Sie nahm Schauspielunterricht am California Institute of the Arts. Kurz vor der Geburt ihres Sohnes heiratete sie 1992 den Schauspieler Christopher Reeve. Ihr Ehemann war ab 1995 wegen eines Reitunfalls vom Hals ab gelähmt und starb 2004 an den Folgen einer Wundinfektion. Gemeinsam hatten sie sich beide öffentlich für die Verbesserung der medizinischen Behandlung von Querschnittgelähmten eingesetzt. Sie waren auch prominente Fürsprecher der Stammzellenforschung.
Sie war Gründungsmitglied und im Vorstand des Christopher and Dana Reeve Paralysis Resource Center (PRC), wo man sich u. a. für die Rehabilitation von Querschnittgelähmten und für gesetzliche Maßnahmen zur Verbesserung der Behandlung von Querschnittgelähmten einsetzt. Ihre Stiftung hatte bisher Forschungsstipendien in Höhe von 55 Mio. US-Dollar vergeben sowie weitere 7,5 Mio. US-Dollar an Behinderte ausgezahlt. Sie erhielt für ihre Arbeit zahlreiche Auszeichnungen, darunter die Ernennung zur „Mutter des Jahres“ von der Amerikanischen Krebsgesellschaft (American Cancer Society) im Jahr 2005.
Dana Reeve starb 2006 im Alter von 44 Jahren als lebenslange Nichtraucherin an Lungenkrebs. Sie hinterließ einen Sohn (* 1992) und zwei erwachsene Stiefkinder. Der Film Superman Returns aus dem Jahr 2006, eine indirekte Fortsetzung der Superman-Filme, ist ihrem Mann Christopher und ihr gewidmet.

## Filmografie
- 1983: Loving
- 1990: Steel Magnolias (Fernsehfilm)
- 1990, 1997: Law & Order (Fernsehserie, zwei Folgen)
- 1995: Tödlicher Betrug (Above Suspicion)
- 1996: Lifestories: Families in Crisis (Fernsehserie, eine Folge)
- 1997: Feds (Fernsehserie, zwei Folgen)
- 2000: Oz – Hölle hinter Gittern (Oz, Fernsehserie, vier Folgen)
- 2001: Criminal Intent – Verbrechen im Visier (Law & Order: Criminal Intent, Fernsehserie, eine Folge)
- 2003: Freedom: A History of Us (Fernsehserie, vier Folgen)
- 2004: The Brooke Ellison Story (Fernsehfilm)
- 2006: Yankee Irving – Kleiner Held ganz groß! (Everyone's Hero, Stimme)